# 小行星148780
小行星148780（148780 Altjira），又稱寰神星，是一個傳統古柏帶天體的三重或接觸雙重系統。副星比主星大，約246公里對221公里。寰神星的光變曲線相當平坦（Δmag<0.10），顯示這是一個「表面均勻的類球體」。
衛星的軌道參數如下：半主軸，9904 ± 56 公里；週期，139.561 ± 0.047 天；偏心率，0.3445 ± 0.0045；傾角，35.19 ± 0.19°（逆行）。系統總質量約為4 × 1018公斤。
該小行星以阿蘭達族的創世神阿爾吉拉（Altjira）命名，阿爾吉拉在夢創時代創造了地球，之後便隱居在天空中。
寰神星可能是一個尚未解決的階層式三重系統。

## 外部連結
- NASA JPL小天體瀏覽器上的小行星148780